# UTP
Neoklopljena sukana parica ali UTP (ang. Unshielded Twisted Pair) je vrsta kabla, ki se ga uporablja v telekomunikacijah. Ker so žile v UTP kablu prepletene, to zmanjšuje elektromagnetno interferenco. Najpogosteje se UTP kabli uporabljajo v računalniških Ethernet omrežjih.